# Ylber Ramadani
Ylber Latif Ramadani (* 12. April 1996 in Starnberg, Deutschland) ist ein albanisch-kosovarischer Fußballspieler, der bei der US Lecce in der italienischen Serie A unter Vertrag steht. Er ist zudem seit dem Jahr 2018 Nationalspieler von Albanien.

## Karriere

### Verein
Ylber Ramadani wurde als Sohn von albanischen Eltern aus dem Kosovo im oberbayrischen Starnberg geboren. Seine Fußballkarriere begann er im Kosovo beim KF Ferizaj. Für den gerade in die erste Liga des Landes aufgestiegenen Verein debütierte er in der Saison 2013/14 als Profi. Im ersten Jahr absolvierte Ramadani 29 Ligaspiele und schoss ein Tor, Ferizaj belegte als Aufsteiger den vierten Platz. Nachdem er mit Ferizaj in die neue Spielzeit 2014/15 gestartet war und in 13 Spielen zweimal traf, wechselte er im Januar 2015 zum FC Prishtina. Den Verein verließ er bereits im Juli 2015 wieder und wechselte innerhalb des Kosovo zum KF Drita. Wiederum ein halbes Jahr später folgte im Januar 2016 ein Wechsel nach Albanien zum FK Partizani Tirana. Mit dem Hauptstadtverein wurde er 2016 und 2017 zweimal in Folge Vizemeister. Im Juni 2017 gab der dänische Zweitligist Vejle BK die Verpflichtung von Ramadani mit einem Vierjahresvertrag und einer Ablösesumme von 200.000 Euro bekannt. Mit Vejle stieg er als Stammspieler in der ersten Saison als Zweitligameister auf. 2019 stieg der Verein aus der Region Syddanmark nach den Abstiegs-Playoffs wieder ab. 2020 wurde erneut die Meisterschaft in der 2. Liga gewonnen, bei der Ramadani weiterhin fester Bestandteil des Teams war. In der Erstligasaison 2020/21 konnte der Klassenerhalt gefeiert werden. Der auslaufende Vertrag von Ramadani wurde am Saisonende nach vier Jahren im Verein nicht verlängert. Ramadani wechselte daraufhin ablösefrei nach Ungarn zum MTK Budapest FC. Mit dem Hauptstädtern stieg er 2022 als Vorletzter ab.
Nach dem Abstieg wechselte der 26-Jährige im Juni 2022 für eine Ablösesumme von 120.000 Euro und einem Dreijahresvertrag nach Schottland zum Erstligisten FC Aberdeen. Sein ehemaliger Teamkollege aus Budapest Bojan Miovski folgte ihm später ebenfalls nach Aberdeen. Bei den „Reds“ soll Ramadani dem zum FC Bologna gewechselten Lewis Ferguson ersetzen. In Aberdeen wurde er direkt Stammspieler und kam in 37 von 38 Ligaspielen der Saison 2022/23 zum Einsatz.
Im August 2023 wechselte er für eine Ablösesumme zum italienischen Erstligisten US Lecce.

### Nationalmannschaft
Ylber Ramadani spielte zunächst für den kosovarischen Fußballverband in der U19- und U21-Nationalmannschaft. Ab 2016 wechselte er zum albanischen Verband und debütierte im Oktober 2016 in der U21-Nationalmannschaft. In den folgenden beiden Jahren absolvierte er für diese Auswahlmannschaft zehn Länderspiele und erzielte ein Tor gegen Nordirland. Zudem führte er die Mannschaft einmal als Kapitän gegen Island auf das Spielfeld. Sein Debüt in der albanischen A-Nationalmannschaft gab er am 26. März 2018 in einem Freundschaftsspiel gegen Norwegen. In seinem fünften Länderspiel gelang ihm sein erstes Tor, als er beim 2:0-Sieg gegen Moldawien zum Endstand traf.